# Aconitum ranunculoides
Aconitum ranunculoides är en ranunkelväxtart. Aconitum ranunculoides ingår i släktet stormhattar, och familjen ranunkelväxter.

## Underarter
Arten delas in i följande underarter:
- A. r. ajanense
- A. r. gigas
- A. r. puchonroenicum
- A. r. ranunculoides